# Nationaal park Padjelanta
Nationaal park Padjelanta/ Badjelánnda (Zweeds/Samisch: Padjelanta/ Badjelánnda Nationalpark) ligt in de provincie Norrbottens län in het noordwesten van Zweden op het grondgebied van de gemeente Jokkmokk aan de grens met Noorwegen. Padjelanta komt van Badjelánnda, Samisch voor Het Hoge Land.
Het park is met zijn 1984 km² het grootste van Zweden en vormt samen met de nationale parken Sarek (1970 km²) en Stora Sjöfallet (1278 km²) een aaneengesloten natuurgebied dat het grootste oerlandschap in Europa is. Hiermee en met enige andere gebieden vormt het ook het werelderfgoed Laponia. In het westen grenst Padjelanta aan het Noorse nationaal park Rago (167 km²).
Padjelanta behoort toe aan de Zweedse staat en werd in 1962 gesticht met het doel het unieke berglandschap met zijn vele meren en venen in zijn oorspronkelijke staat te bewaren.

## Het landschap
Het park dat nagenoeg volledig boven de boomgrens ligt, heeft slechts 140 ha berkenbos. Naar noordse normen is het uitzonderlijk open en toegankelijk. Het bestaat uit een reusachtig kaal bergplateau rond de meren Vastenjaure en Virihaure. Dit plateau op een hoogte van 900m bestaat uit kalksteen en kleischalie, twee gesteenten die gemakkelijk verweren tot uitgestrekte vlaktes. De bergtoppen die boven dit plateau uitsteken en waarvan de Jiegńáffo (1836m) de hoogste is, bestaan uit hardere gesteenten.
Men vindt er talrijke sporen terug van de ijstijden. Zo treft men in het zuidwestelijke deel van het park een van de grootste gletsjers van Zweden aan, de Ålmåjjiegná. Andere overblijfselen zijn de morenen bij de Kisurisstugan. Deze zijn ontstaan als afstroomterrassen van een groot gletsjermeer. Bij Staloluokta zijn er toendra-polygonen, een type permafrostbodem die uit de ijstijd dateert.

## Fauna en flora
Kleine berkenbossen treft men enkel aan in de omgeving van de meren, het gebied van de zomerweiden van de Saami. Het park heeft een ongemeen rijke flora: niet minder dan 400 soorten werden er geteld wat enorm is voor een berggebied. Worden er onder meer aangetroffen:
- gewone zandmuur (Arenaria serpyllifolia)
- ganzerik (Potentilla)
- gele gentiaan (Gentiana lutea)
- Rhododendron lapponicum
- Melandrium apetala (koekoeksbloem)

Ook de fauna is zeer gevarieerd. Er komen onder meer voor:
- steenarend (Aquila chrysaetos)
- giervalk (Falco rusticolus)
- sneeuwuil (Nyctea scandiaca)
- poolvos (Alopex lagopus)
- veelvraat (Gulo gulo)

## Wandelwegen
Padjelanta wordt doorkruist door een wandelweg die Akka aan het Akkajaure meer verbindt met Kvikkjokk in het zuiden. Langsheen deze weg bevinden zich 7 hutten die een Samische coöperatie tijdens de zomermaanden exploiteert. De laatste 40km naar Kvikkjokk bevinden zich buiten het nationale park in het reservaat van het mooie Tarradal. Hier exploiteert de Zweedse toeristenvereniging STF 3 hutten. Een deel van de weg valt samen met de Nordkalottleden wandelweg die in Finland begint en waarvan een tak in Kvikkjokk eindigt.
Het park is sinds mensenheugenis belangrijk voor de rendierteelt. In Padjelanta liggen benevens enkele zomernederzettingen drie dorpen van de Saami. Bezoekers moeten er rekening mee houden dat de rendieren tijdens bepaalde periodes niet gestoord mogen worden.

## Bereikbaarheid
Toegang tot het park gebeurt via Ritsem in het noorden of via Kvikkjokk in het zuiden.
Ritsem kan men het best bereiken vanuit Gällivare. De stad heeft een luchthaven met twee dagelijkse vluchten door Nextjet naar Stockholm. Ook zijn er dagelijks twee treinen van SJ naar de Zweedse hoofdstad. Vanuit Gällivare is er ’s zomers een busverbinding met Ritsem. Om het park te bereiken dient men het Akkajaure meer per boot over te steken. Er zijn drie vaarten per dag.
Kiest men Kvikkjokk als vertrekpunt dan dient men in het station van Murjek (op de lijn naar Stockholm) met de bus eerst naar Jokkmokk (1 uur) en verder naar Kvikkjokk (2½ uur) te reizen.
Wie haastig of rijk is kan per helikopter van Kvikkjokk naar Staloluokta aan het Virihaure-meer.